# サンボーン
サンボーン（散爆、上海散爆网络科技有限公司（日本語漢字表記：上海散爆網絡科技有限公司））は、中国大陸にあるオンラインゲーム会社で、モバイルゲーム『ドールズフロントライン』で知られている。 

## 概要
代表取締役社長は羽中。2021年にゲームの開発チームが約50%拡大した。

## 作品一覧
- ドールズフロントライン（少女前線）
- ニューラルクラウド
- ドールズフロントライン2:エクシリウム
- 逆コーラップス：パン屋作戦
- PROJECT:NET(開発中)